# Pselliophora fuscolimbata
Pselliophora fuscolimbata är en tvåvingeart som beskrevs av Alexander 1938. Pselliophora fuscolimbata ingår i släktet Pselliophora och familjen storharkrankar. Inga underarter finns listade i Catalogue of Life.